# Christopher Stray

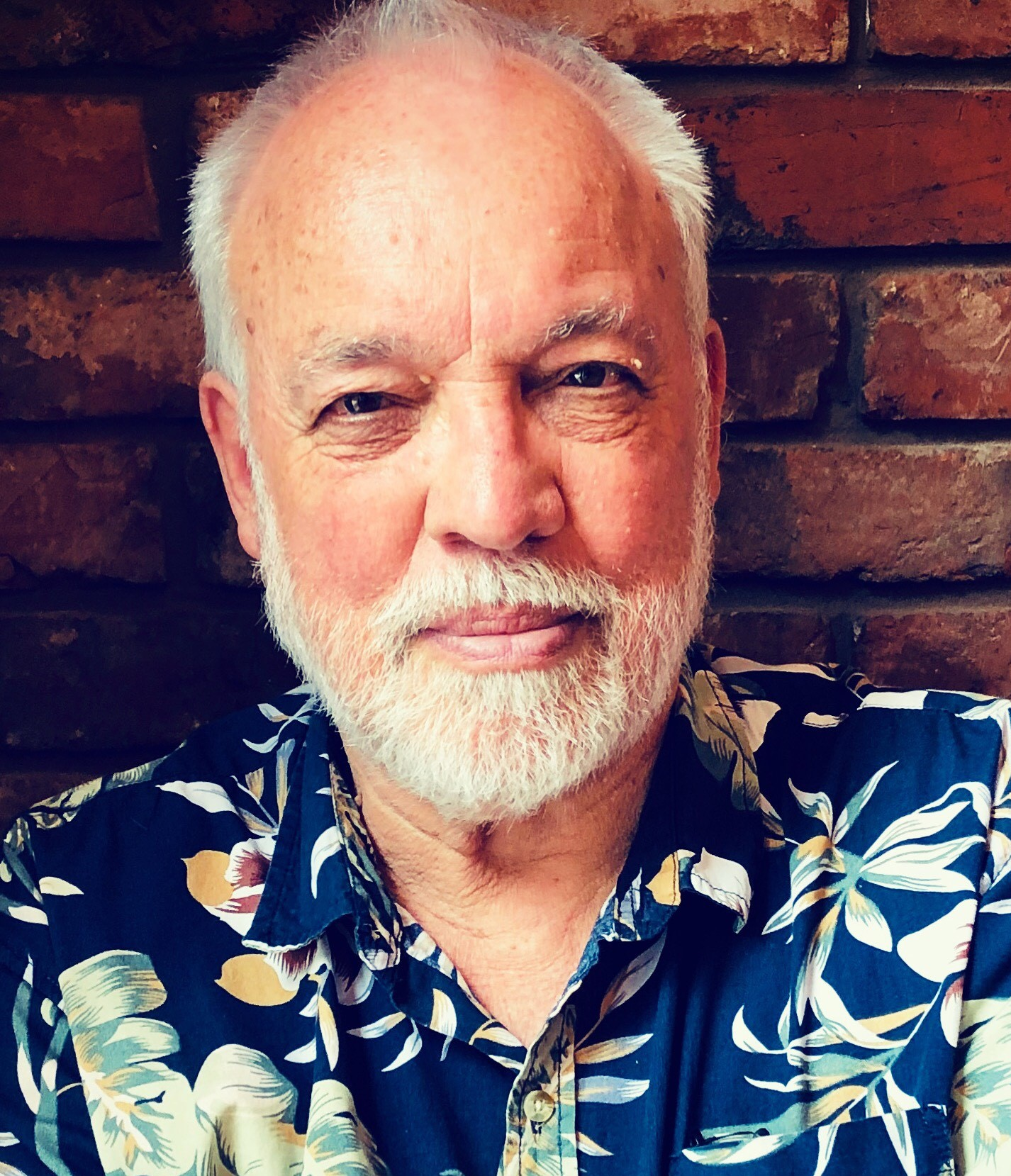
Christopher Stray

Christopher Allan Stray (* 29. Oktober 1943) ist ein britischer Soziologe und Wissenschaftshistoriker auf dem Gebiet der Geschichte der Klassischen Philologie.

## Leben
Stray wurde mit einer soziologischen Dissertation zur Transformation der Classics in den Schulen, Universitäten und der Gesellschaft Englands zwischen 1830 und 1960 an der Swansea University zum Ph.D. promoviert. Die umgearbeitete Dissertation wurde 1998 von der Oxford University Press als Buch veröffentlicht. 1999 erhielt Stray für dieses Buch den Runciman Award.
Seit 1989 ist Stray Honorary Research Fellow im Department of History and Classics der Swansea University. Er ist zudem Senior Research Fellow am Institute of Classical Studies der University of London. Er war auch Mitglied der School of Historical Studies des Institute for Advanced Study in Princeton (2012) sowie Jackson Brothers Fellow an der Beinecke Library der Yale University (2005) und Visiting Fellow am Wolfson College der Universität Cambridge (1996–1998). Er ist Life Member der Hellenic Society. 2024 erhielt Stray die Kenyon Medal for Classical Studies.

## Forschungsschwerpunkte
Stray arbeitet zur Geschichte und Soziologie der Alten Sprachen im Schulunterricht und der Klassischen Philologie an den Universitäten des Vereinigten Königreichs im 19. und 20. Jahrhundert, insbesondere Oxford und Cambridge. Zu diesem Zweck arbeitet Stray als Herausgeber von thematischen Sammelbänden mit zahlreichen Altphilologen in Großbritannien und darüber hinaus zusammen. Diese Bände sind teils bekannten Altphilologen der Vergangenheit (William H. D. Rouse, Richard Jebb, A. E. Housman, Gilbert Murray, James Adam, Walter Headlam, Henry Jackson, William Ridgeway und Arthur Verrall sowie Kenneth Dover und Eric Robertson Dodds) gewidmet, teils Publikationsformen wie den altsprachlichen Wörterbüchern und Monographien, so etwa dem Greek-English Lexicon von Henry George Liddell und Robert Scott, teils dem editorischen Prinzip der Textbereinigung, teils dem akademischen Unterricht und der Prüfungspraxis in Classics, insbesondere dem Classical tripos in Cambridge, teils der Berufungspraxis am Beispiel der praelections in Cambridge von 1906 sowie der Geschichte der Classical Association. 
Weitere Projekte zu den altphilologischen Kommentaren, zur Geschichte des Trinity College, Cambridge, und zur Geschichte des Institute of Classical Studies der University of London sind geplant. 
Er nimmt auch an dem von Edith Hall als principal investigator geführten Projekt Classics and Class zur klassengebundenen Rezeption der antiken Kulturen und Literaturen im Vereinigten Königreich teil, in dem insbesondere Rezipienten aus der working class berücksichtigt werden.
Zusammen mit Ian Michael begründete er 1988 eine Website zur Erforschung von Lehrbüchern, die jedoch 2009 eingestellt wurde.

## Schriften (Auswahl)
Monographien
- Classics in Britain: Scholarship, Education, and Publishing 1800–2000. (Classical Presences). Oxford; New York 2018.
- Classics transformed: schools, universities, and society in England, 1830–1960. Clarendon Press, 1998. – Rez. von Robert B. Todd, in: Bryn Mawr Classical Review 98.6.16.
- The Living Word: W. H. D. Rouse and the Crisis of Classics in Edwardian England. Bristol Classical Press, London 1992.

Herausgeberschaften
- mit Stephen Halliwell (Hrsg.): Scholarship and controversy: centenary essays on the life and work of Sir Kenneth Dover. Bloomsbury Academic, London 2023.
- (Hrsg. mit Stephen Harrison und Christopher Pelling): Rediscovering E. R. Dodds: scholarship, poetry and the paranormal. Oxford University Press, Oxford 2019 (enthält ein Schriftenverzeichnis). – Rezension von Alexandre Johnston, in: Bryn Mawr Classical Review 2020.11.43
- (Hrsg.): Sophocles' Jebb: A Life in Letters. Cambridge Philological Society, Cambridge 2013 (Cambridge Classical Journal supplement, 38). – Rez. von P. J. Finglass, in: Bryn Mawr Classical Review 2014.03.49.
- (Hrsg.): Expurgating the Classics: Editing Out in Greek and Latin. Bristol Classical Press, London 2012. Rez. von Ronnie Ancona, in: Bryn Mawr Classical Review 2013.10.08.
- (Hrsg.): Classical Dictionaries. Past, present and future. Duckworth, London 2010. – Rez. von Tom Keeline, in: Bryn Mawr Classical Review 2011.07.51; Alastair Fowler, in: Translation and Literature 21, 2012, S. 96–101, (online).
- mit David Butterfield (Hrsg.): A. E. Housman: Classical Scholar. Duckworth, London 2009, ISBN 978-0-7156-3808-8. – Rez. von Stephen Harrison, in: Bryn Mawr Classical Review 2010.03.58.
- mit Lorna Hardwick (Hrsg.): A Companion to Classical Receptions. John Wiley & Sons, Chichester 2008, Paperback 2011, (Auszüge online). – Rez. von John Henderson, in: Bryn Mawr Classical Review 2008.08.38.
- mit Judith P. Hallett (Hrsg.): British Classics Outside England – The Academy and Beyond. Baylor University Press, Waco, Texas 2008.
- (Hrsg.): Remaking the classics. Literature, genre and media in Britain (1800–2000). Duckworth, London 2007. – Rez. von John Bulwer, in: Bryn Mawr Classical Review 2008.07.31.
- (Hrsg.): Gilbert Murray Reassessed. Hellenism, Theatre, and International Politics. Oxford UP, Oxford 2007. – Rez. von Giuliana Scalera McClintock, in: Bryn Mawr Classical Review 2009.03.10.
- (Hrsg.): Oxford Classics: Teaching and Learning 1800–2000. Gerald Duckworth & Co. Ltd., London 2007. – Rez. von Barbara F. McManus, in: International Journal of the Classical Tradition 16, 2009, S. 292–296, (online).
- (Hrsg.): Remaking the Classics: literature, genre and media in Britain, 1800–2000. Duckworth, London 2007.
- (Hrsg.): Classical Books: Scholarship and Publishing in Britain Since 1800. Institute of Classical Studies, School of Advanced Study, University of London, London 2007 (Bulletin of the Institute of Classical Studies, Supplement 101). – Rez. von Lee T. Pearcy, in: Bryn Mawr Classical Review 2008.07.38
- (Hrsg.): The Owl of Minerva. The Cambridge praelections of 1906. Reassessments of Richard Jebb, James Adam, Walter Headlam, Henry Jackson, William Ridgeway and Arthur Verrall. Cambridge Philological Society, Cambridge 2005 (Proceedings of the Cambridge Philological Society, Supplement 28). – Rez. von Pär Sandin, in: Bryn Mawr Classical Review 2006.04.36.
- (Hrsg.): The Classical Association: The First Century 1903–2003. Classical Association, 2003, ISBN 0-19-852874-4. – Rez. von P. G. Naiditch, in: Bryn Mawr Classical Review 2004.11.13.
- mit Jonathan Smith (Hrsg.): Cambridge in the 1830s. The Letters of Alexander Chisholm Gooden, 1831–1841. Boydell Press, Woodbridge 2003, (Auszüge online).
- mit Jonathan Smith (Hrsg.): Teaching and Learning in Nineteenth-century Cambridge. Boydell & Brewer, Woodbridge 2001, (online).
- (Hrsg.): Classics in 19th and 20th Century Cambridge: Curriculum, Culture and Community. Cambridge Philological Society, Cambridge 1998 (Cambridge Philological Society, Suppl. 24), ISBN 0-906014-23-9. – Rez. von David A. Traill, in: Bryn Mawr Classical Review 2000.05.04.

Artikel
- A parochial anomaly: The Classical Tripos 1822–1900. In: Christopher Stray, Jonathan Smith (Hrsg.): Teaching and Learning in Nineteenth-century Cambridge. Boydell & Brewer, Woodbridge 2001, S. 31–44, (Auszüge online).